# Brachymeria
Brachymeria is een geslacht van vliesvleugeligen uit de familie bronswespen (Chalcididae). De wetenschappelijke naam van dit geslacht is voor het eerst geldig gepubliceerd in 1829 door John Obadiah Westwood.

## Soorten
Het geslacht Brachymeria omvat de volgende soorten:
- Brachymeria acarinatus (Schmitz, 1946)
- Brachymeria achterbergi Narendran, 1989
- Brachymeria aculeata (Walker, 1862)
- Brachymeria acuticarinalis Liao & Chen, 1983
- Brachymeria aeca Burks, 1960
- Brachymeria aegyptiaca Masi, 1931
- Brachymeria africa Masi, 1929
- Brachymeria agonoxenae Fullaway, 1950
- Brachymeria alba Sheikh, Malik & Ahmed, 1987
- Brachymeria alberti (Schmitz, 1946)
- Brachymeria albicrus (Klug, 1834)
- Brachymeria albipes (Kieffer, 1905)
- Brachymeria albisquama Kriechbaumer, 1894
- Brachymeria albitegula (Girault, 1915)
- Brachymeria albotibialis (Ashmead, 1904)
- Brachymeria aligherei (Girault, 1927)
- Brachymeria alternipes (Walker, 1871)
- Brachymeria ambonensis Narendran, 1989
- Brachymeria ancilla Masi, 1951
- Brachymeria angusta (Girault & Dodd, 1915)
- Brachymeria annulata (Fabricius, 1793)
- Brachymeria annulipes (Costa Lima, 1919)
- Brachymeria anselmi (Girault, 1926)
- Brachymeria apicalis Husain & Agarwal, 1989
- Brachymeria apicicornis (Cameron, 1911)
- Brachymeria argenteopilosa (Radoszkowski, 1876)
- Brachymeria atricorpus (Girault, 1915)
- Brachymeria atridens (Waterston, 1922)
- Brachymeria atteviae Joseph, Narendran & Joy, 1972
- Brachymeria aurea (Girault, 1915)
- Brachymeria australiensis (Girault, 1913)
- Brachymeria banksi (Ashmead, 1905)
- Brachymeria bauhiniae (Steffan, 1951)
- Brachymeria bayoni Masi, 1929
- Brachymeria beijingensis Liao & Chen, 1983
- Brachymeria bengalensis (Cameron, 1897)
- Brachymeria bicolor (Girault, 1912)
- Brachymeria bicolorata Khokhar, Qadri & Ahmed, 1971
- Brachymeria bilobata (Cameron, 1905)
- Brachymeria boranensis Masi, 1939
- Brachymeria borealis (Girault, 1915)
- Brachymeria bottegi Masi, 1929
- Brachymeria bouceki Narendran, 1978
- Brachymeria brisbanensis (Girault, 1915)
- Brachymeria browningi (Girault, 1915)
- Brachymeria brunneipennis (Schmitz, 1946)
- Brachymeria burksi Chhotani, 1966
- Brachymeria butae (Schmitz, 1946)
- Brachymeria cabira (Walker, 1838)
- Brachymeria cactoblastidis Blanchard, 1935
- Brachymeria caesar (Girault, 1926)
- Brachymeria cailliaudi (Montrouzier, 1864)
- Brachymeria carbonaria (Zehntner, 1906)
- Brachymeria carinata Joseph, Narendran & Joy, 1970
- Brachymeria carinatifrons Gahan, 1936
- Brachymeria caudigera Boucek, 1992
- Brachymeria ceratoniae Delvare, 2011
- Brachymeria citrea Steffan, 1954
- Brachymeria clavigera Steffan, 1955
- Brachymeria columbiana (Howard, 1885)
- Brachymeria compacta (Walker, 1862)
- Brachymeria compestris Husain & Agarwal, 1982
- Brachymeria compsilurae (Crawford, 1911)
- Brachymeria confalonierii Masi, 1929
- Brachymeria corneillei (Girault, 1924)
- Brachymeria cosmophilae (Girault, 1925)
- Brachymeria cowani (Kirby, 1883)
- Brachymeria coxodentata Joseph, Narendran & Joy, 1970
- Brachymeria criculae (Kohl, 1889)
- Brachymeria croceogastralis Joseph, Narendran & Joy, 1972
- Brachymeria curtisi (Girault, 1915)
- Brachymeria debauchei (Schmitz, 1946)
- Brachymeria decens (Girault, 1929)
- Brachymeria deesae (Cameron, 1906)
- Brachymeria deesensis (Cameron, 1905)
- Brachymeria denieri Blanchard, 1942
- Brachymeria dentata Rafi, Malik & Ahmed, 1987
- Brachymeria discreta Gahan, 1942
- Brachymeria donganensis Liao & Chen, 1983
- Brachymeria dunbrodyensis (Cameron, 1907)
- Brachymeria dunensis Joseph, Narendran & Joy, 1972
- Brachymeria edna (Girault, 1927)
- Brachymeria encarpae Ubaidillah, 1996
- Brachymeria erythraea Masi, 1936
- Brachymeria eublemmae (Steffan, 1951)
- Brachymeria euploeae (Westwood, 1837)
- Brachymeria excarinata Gahan, 1925
- Brachymeria falsosa (Vachal, 1907)
- Brachymeria feae Masi, 1929
- Brachymeria femorata (Panzer, 1801)
- Brachymeria fervida (Walker, 1852)
- Brachymeria fijiensis Ferrière, 1929
- Brachymeria fiskei (Crawford, 1910)
- Brachymeria flavipes (Fabricius, 1793)
- Brachymeria flavopicta (Ashmead, 1904)
- Brachymeria flavotarsalis Husain & Agarwal, 1989
- Brachymeria flegiae Burks, 1960
- Brachymeria froggatti (Cameron, 1912)
- Brachymeria fulvitarsis (Cameron, 1906)
- Brachymeria funesta Habu, 1960
- Brachymeria fuscipennis (Girault, 1911)
- Brachymeria gauhatiensis Farooqi, Husain & Ghai, 1991
- Brachymeria gigantica Joseph, Narendran & Joy, 1972
- Brachymeria glabrialis Liao & Chen, 1983
- Brachymeria globata Steffan, 1954
- Brachymeria gribodiana Masi, 1951
- Brachymeria grisselli (Narendran & Varghese, 1989)
- Brachymeria habui Özdikmen, 2011
- Brachymeria hammari (Crawford, 1915)
- Brachymeria hattoriae Habu, 1961
- Brachymeria hayati Narendran, 1989
- Brachymeria hearseyi (Kirby, 1883)
- Brachymeria hercules (Girault, 1913)
- Brachymeria hibernalis Askew, 1991
- Brachymeria hime Habu, 1960
- Brachymeria humilicrus (Girault, 1939)
- Brachymeria hyalinipennis (Girault, 1911)
- Brachymeria hypolycaenae (Girault, 1915)
- Brachymeria implexa (Walker, 1862)
- Brachymeria incerta (Cresson, 1865)
- Brachymeria indica (Krausse, 1917)
- Brachymeria indignator (Walker, 1862)
- Brachymeria inermis (Fonscolombe, 1840)
- Brachymeria inornata (Masi, 1940)
- Brachymeria integra (Haldeman, 1844)
- Brachymeria internata (Walker, 1862)
- Brachymeria jambolana Gahan, 1942
- Brachymeria javensis (Girault, 1919)
- Brachymeria jayaraji Joseph, Narendran & Joy, 1972
- Brachymeria jingdongensis Chen & Liao, 1985
- Brachymeria jinghongensis Liao & Chen, 1983
- Brachymeria jinpingensis Chen & Liao, 1985
- Brachymeria judaei (Girault, 1937)
- Brachymeria juno (Girault, 1927)
- Brachymeria kafimu Rafi, Malik & Ahmed, 1987
- Brachymeria kamijoi Habu, 1960
- Brachymeria karachiensis Ishrat & Malik, 1986
- Brachymeria kassalensis (Kirby, 1886)
- Brachymeria kivuensis (Schmitz, 1946)
- Brachymeria koehleri Blanchard, 1935
- Brachymeria kraussi (Narendran & Varghese, 1989)
- Brachymeria kuchingensis (Cameron, 1911)
- Brachymeria kurukshetraensis Farooqi, Husain & Ghai, 1991
- Brachymeria laetiliae Burks, 1960
- Brachymeria laevis Nikol'skaya, 1952
- Brachymeria lasus (Walker, 1841)
- Brachymeria leighi (Cameron, 1907)
- Brachymeria libyca (Masi, 1926)
- Brachymeria lingulata Steffan, 1955
- Brachymeria lissostoma (Cameron, 1911)
- Brachymeria longiscaposa Joseph, Narendran & Joy, 1972
- Brachymeria ludlowae (Ashmead, 1904)
- Brachymeria lugubris (Walker, 1871)
- Brachymeria lymantriae Joseph, Narendran & Joy, 1972
- Brachymeria madagascariensis (Kieffer, 1905)
- Brachymeria magrettii Masi, 1929
- Brachymeria mandibulata Sheikh, Malik & Ahmed, 1987
- Brachymeria mangshiensis Chen & Liao, 1985
- Brachymeria manjerica Narendran, 1989
- Brachymeria margaroniae Joseph, Narendran & Joy, 1973
- Brachymeria marginiscutis (Cameron, 1907)
- Brachymeria mariana (Girault, 1927)
- Brachymeria marmonti (Girault, 1924)
- Brachymeria masoodii Jamal Ahmad, 2009
- Brachymeria megaspila (Cameron, 1907)
- Brachymeria megensis Masi, 1943
- Brachymeria menoni Joseph, Narendran & Joy, 1972
- Brachymeria microgaster (Schmitz, 1946)
- Brachymeria minamikawai Habu, 1966
- Brachymeria minuta (Linnaeus, 1767)
- Brachymeria minutissima (Girault, 1926)
- Brachymeria mnestor (Walker, 1841)
- Brachymeria mochii Masi, 1936
- Brachymeria moerens (Ruschka, 1922)
- Brachymeria molestae Burks, 1960
- Brachymeria multicolor (Kieffer, 1905)
- Brachymeria multidentata Ahmed, Malik & Ahmed, 1987
- Brachymeria neoatteviae Narendran & Khan, 2011
- Brachymeria neomegaspila Farooqi, Husain & Ghai, 1991
- Brachymeria nephantidis Gahan, 1930
- Brachymeria nigra (Girault, 1911)
- Brachymeria nigricoxa (Girault, 1913)
- Brachymeria nigrifemorata Joseph, Narendran & Joy, 1972
- Brachymeria nigritegularis Joseph, Narendran & Joy, 1972
- Brachymeria nigritibialis Tavares & Navarro-Tavares, 2006
- Brachymeria nitida Joseph, Narendran & Joy, 1973
- Brachymeria nortia (Girault, 1929)
- Brachymeria nosatoi Habu, 1966
- Brachymeria notispina Boucek, 1956
- Brachymeria nursei (Cameron, 1907)
- Brachymeria nyalamensis Liao & Chen, 1983
- Brachymeria oblique Ahmed, Malik & Ahmed, 1987
- Brachymeria obtusata (Förster, 1859)
- Brachymeria ocellata Samad, Khokhar & Qadri, 1971
- Brachymeria ogyrisidis (Girault, 1922)
- Brachymeria olethria (Waterston, 1914)
- Brachymeria opponens (Walker, 1871)
- Brachymeria oranensis Masi, 1951
- Brachymeria ovata (Say, 1824)
- Brachymeria oxygastra Masi, 1932
- Brachymeria pandani (Girault, 1926)
- Brachymeria pandora (Crawford, 1914)
- Brachymeria paolii Masi, 1929
- Brachymeria paraguayensis (Brèthes, 1916)
- Brachymeria parvicorpus (Girault, 1925)
- Brachymeria parvula (Walker, 1834)
- Brachymeria pedalis (Cresson, 1872)
- Brachymeria perflavipes (Girault, 1915)
- Brachymeria persica (Masi, 1924)
- Brachymeria persplendidipes (Girault, 1926)
- Brachymeria phya (Walker, 1838)
- Brachymeria pilosa Nikol'skaya, 1952
- Brachymeria pilosella Steffan, 1954
- Brachymeria piratica (Brues, 1918)
- Brachymeria podagrica (Fabricius, 1787)
- Brachymeria polynesialis (Cameron, 1881)
- Brachymeria pomonae (Cameron, 1912)
- Brachymeria porrecta Steffan, 1954
- Brachymeria porthetrialis Joseph, Narendran & Joy, 1972
- Brachymeria prodeniae (Ashmead, 1904)
- Brachymeria producta (Olivier, 1791)
- Brachymeria providens (Motschulsky, 1863)
- Brachymeria pseudamenocles Masi, 1943
- Brachymeria pseudorugosa Masi, 1951
- Brachymeria pseudovata Blanchard, 1935
- Brachymeria psyche Burks, 1960
- Brachymeria puella (Girault, 1927)
- Brachymeria pyramidea (Fabricius, 1804)
- Brachymeria qadeeri Ishrat & Malik, 1986
- Brachymeria redia (Girault, 1929)
- Brachymeria reflexa Steffan, 1954
- Brachymeria risbeci Steffan, 1954
- Brachymeria rossicorporis Farooqi, Husain & Ghai, 1991
- Brachymeria rossifemorata Husain & Agarwal, 1989
- Brachymeria rubitibialis Liao & Chen, 1983
- Brachymeria rubrifemur (Girault, 1913)
- Brachymeria rufa Steffan, 1954
- Brachymeria rufescens (Cameron, 1906)
- Brachymeria ruficornis (Girault, 1913)
- Brachymeria rufifemur (Girault, 1913)
- Brachymeria rufinigra Liao & Chen, 1983
- Brachymeria rufiventris (Kieffer, 1905)
- Brachymeria rufotibialis Husain & Agarwal, 1982
- Brachymeria rugulosa (Förster, 1859)
- Brachymeria russelli Burks, 1960
- Brachymeria ryukyuensis Habu, 1963
- Brachymeria salinae Narendran, 1989
- Brachymeria salomonis (Cameron, 1911)
- Brachymeria sanguiniventris (Girault, 1927)
- Brachymeria schuberti (Girault, 1924)
- Brachymeria scutellocarinata Joseph, Narendran & Joy, 1972
- Brachymeria secundaria (Ruschka, 1922)
- Brachymeria securiclavus (Schmitz, 1946)
- Brachymeria semirufa (Walker, 1871)
- Brachymeria separata (Walker, 1862)
- Brachymeria sesamiae Gahan, 1928
- Brachymeria setosiella Steffan, 1954
- Brachymeria shakespearei (Girault, 1926)
- Brachymeria shansiensis Habu, 1961
- Brachymeria shelleyi (Girault, 1915)
- Brachymeria shillongensis Joseph, Narendran & Joy, 1972
- Brachymeria sidnica Holmgren, 1868
- Brachymeria sindhensis Ishrat & Malik, 1986
- Brachymeria slossonae (Crawford, 1910)
- Brachymeria sociator (Walker, 1862)
- Brachymeria somalica Masi, 1929
- Brachymeria stigmosa Steffan, 1958
- Brachymeria straeleni (Schmitz, 1946)
- Brachymeria subconica Boucek, 1992
- Brachymeria subfasciata (Holmgren, 1868)
- Brachymeria subrugosa Blanchard, 1942
- Brachymeria surekae Narendran, 1989
- Brachymeria tachardiae (Cameron, 1913)
- Brachymeria taiwana (Matsumura, 1911)
- Brachymeria tapunensis Joseph, Narendran & Joy, 1972
- Brachymeria tarsalis Motschulsky, 1863
- Brachymeria tegularis (Cresson, 1872)
- Brachymeria tenuicornis (Kieffer, 1905)
- Brachymeria terribilis (Brues, 1918)
- Brachymeria testacea (Blanchard, 1840)
- Brachymeria teuta (Walker, 1841)
- Brachymeria thracis (Crawford, 1911)
- Brachymeria tibialis (Walker, 1834)
- Brachymeria trinidadensis (Narendran & Varghese, 1989)
- Brachymeria tristis Nikol'skaya, 1952
- Brachymeria truncata (Schmitz, 1946)
- Brachymeria truncatella Burks, 1967
- Brachymeria ucalegon (Walker, 1846)
- Brachymeria unguttifemur (Girault, 1926)
- Brachymeria varipes (Walker, 1871)
- Brachymeria vergilii (Girault, 1927)
- Brachymeria veronesini (Girault, 1924)
- Brachymeria vesparum Boucek, 1992
- Brachymeria victoria (Girault, 1913)
- Brachymeria vitripennis (Förster, 1859)
- Brachymeria vulcani (Schmitz, 1946)
- Brachymeria wanei Risbec, 1957
- Brachymeria weemsi Burks, 1960
- Brachymeria westwoodi Boucek, 1992
- Brachymeria wiebesina Joseph, Narendran & Joy, 1972
- Brachymeria xanthopus (Schmitz, 1946)
- Brachymeria yamalae (Girault, 1924)
- Brachymeria yunnanensis Liao & Chen, 1983